# Uilenstede (wijk)

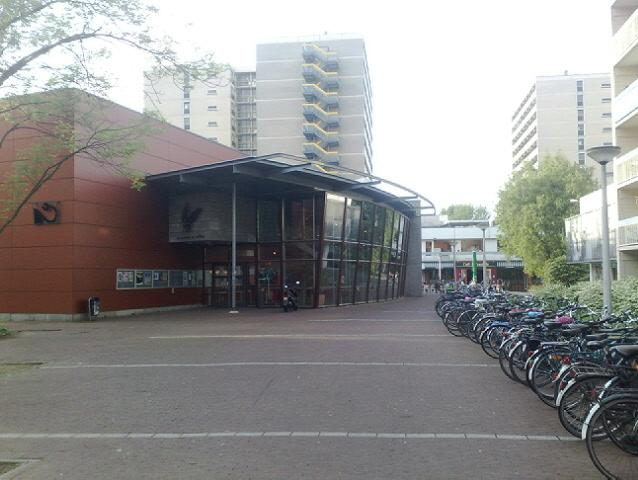
Foto genomen tussen de flats in. Zichtbaar zijn cultuurcentrum De Griffioen en op de achtergrond een deel van het vroegere café Uilenstede

Uilenstede is een studentenwijk, straat en -campus in Amstelveen net ten zuiden van de gemeentegrens met Amsterdam. De wijk is vernoemd naar de uil van de Griekse godin Pallas Athena.  Op de campus wonen veel studenten van de Vrije Universiteit Amsterdam.
De campus waarvan de bouw van het eerste gedeelte op 26 mei 1964 begon.staan diverse studentenflats. Daarnaast is er sinds 2012 een groot stuk nieuwbouw te vinden aan de oostzijde. 
Ook is er een flat voor uitwisselingsstudenten, een sportcentrum, een supermarkt en sinds februari 2015 zit bar-restaurant il Caffè gevestigd op het centrale plein. De flats worden verhuurd door woningcorporatie DUWO uit Delft. Sinds 2024 zit op Uilenstede ook een nieuw cultuurcentrum van de schouwburg Amstelveen genaamd 'De Landing'.

## Geschiedenis
Uilenstede bestaat uit drie delen. Het eerste en oudste deel bestaat uit laagbouw, en drie torens van tien verdiepingen hoog. Het is in 1966 gebouwd door de VU. De meest oostelijke gelegen toren is in 2015 gesloopt. Behalve de keuken delen de bewoners hier ook de douches en wc's. Een deel van de eenheden in de laagbouw zijn begin jaren '90 verbouwd en gesplitst in zelfstandige twee- en driekamerwoningen. Halverwege de jaren '80 zijn er twee rijen hateenheden gebouwd. Een deel hiervan is aangepast voor bewoning door gehandicapten. Op dit deel van het complex bevindt zich ook het sportcomplex van de VU.
Het tweede deel is in 1968 gebouwd, en bestaat uit 3 torens van 13 verdiepingen hoog, die zijn opgetrokken uit een betonskelet. Deze drie torens worden ook wel de gele, groene en lichtblauwe flat genoemd, afgeleid van de kleuren die de balkons hebben. De kamers zijn hier allemaal voorzien van een eigen 'natte cel', met daarin douche en wc. De kamers zelf meten drie bij vier meter. Hier hoort het balkon en de badkamer niet bij. De keuken wordt gedeeld door de veertien bewoners van een eenheid. In het begin waren de flats ongemengd, dat wil zeggen in één flat woonden alleen mannen, in één flat alleen vrouwen, en in één flat was één vleugel gereserveerd voor vrouwen en de andere voor mannen. Tegenwoordig is dit niet meer het geval. Tussen de drie torens staat het combinatiegebouw, waarin diverse voorzieningen zijn gehuisvest, zoals een kleine supermarkt, een café, een cultuurcentrum en het kantoor van de woningcorporatie DUWO.
Het derde deel is in 1970 gebouwd door de toenmalige Dienst Studentenhuisvesting van de Universiteit van Amsterdam, die later verzelfstandigd is tot de Stichting Studentenhuisvesting Amsterdam, SSHA. Op 1 juli 1989 heeft deze stichting haar bezittingen op Uilenstede overgedragen aan de SSH-VU, een voorloper van de huidige woningcorporatie, waarbij de SSH-VU haar bezittingen in Amsterdam overdroeg aan de SSHA. De bouw van de drie torens is vrijwel identiek aan die van het tweede deel van het complex. Deze drie torens zijn de donkerblauwe, rode en rood-blauwe flats. Begin jaren '90 zijn op dit deel twee- en driekamerwoningen verrezen. Op deze plek stonden daarvoor de fietsenhokken. Deze zijn naar een andere locatie op het terrein verplaatst.
In 2012 werd het VU Guesthouse vervangen voor een nieuw gebouw met grotere en luxere kamers. Dit werd deels gerealiseerd in nieuwbouw boven op het combinatiegebouw en in nieuwbouw op de vroegere locatie van het VU Guesthouse. Deze nieuwbouw gebouwen bestaan uit gebouwen waar studios in zitten en gebouwen met drie kamer appartementen. Bij de drie kamer appartementen is de woonkamer, keuken, wc en badkamer gedeeld.
Waren de woningen vanaf het begin uitsluitend bestemd voor studenten, eind jaren '80 werden er ook andere jongeren gehuisvest in de niet-zelfstandige woonruimte, en ook ouderen in de zelfstandige woningen. Tegenwoordig wordt, om de doorstroming te bevorderen, gebruikgemaakt van campuscontracten, waarvoor alleen studenten voor grofweg de duur van hun studie in aanmerking komen. Vanwege de relatief lage huurprijs zijn de kamers namelijk vooral geschikt voor studenten.
Doordat Uilenstede direct onder één van de aanvliegroutes van de Luchthaven Schiphol ligt, valt het onder het regime van het Luchthavenindelingbesluit Schiphol. Dit besluit beperkt de mogelijkheden om nieuwe woningen in het gebied te bouwen.

## Ligging
De studentenwijk bevindt zich op de grens van Amsterdam en Amstelveen. De Vrije Universiteit en het Amsterdamse Bos liggen op fietsafstand. De tramhalte Uilenstede van tramlijn 5 tussen de Westergasfabriek en het centrum van Amsterdam, station Amsterdam Zuid en Amstelveen Stadshart en tramlijn 25 tussen station Amsterdam Zuid en Uithoorn ligt aan de westkant van de wijk.

## Kunst en bezienswaardigheden
Er zijn diverse uitingen van kunst in de openbare ruimte. Zo ontwierp Wilhelmus Vlug het Kampvuur en ontwierp Landschapsarchitectenbureau Lodewijk Baljon een bewegwijzeringssysteem met ontmoetingsplaatsen. Bovendien zijn rond de campus tegels te vinden met uitspraken van (bekende) ex-bewoners. Bovendien is één van de oude flats voorzien van een muurschildering. Bovendien is er op één oude flat aan de bovenzijde een protestleus zichtbaar die betrekking heeft op de Koude Oorlog. Een bijzondere verwijzing naar de tijd waarin de flats gebouwd werden.

## Afbeeldingen

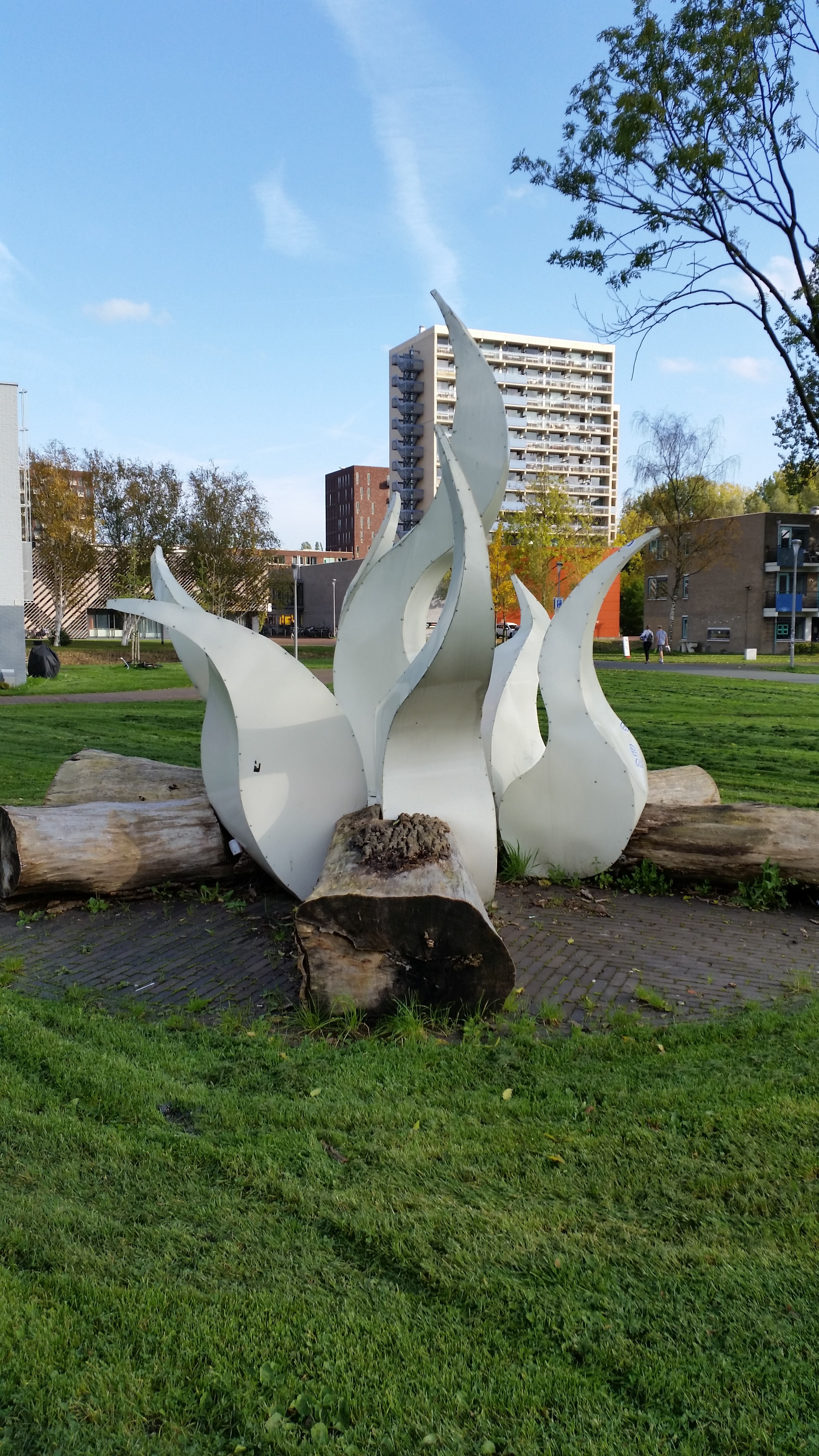
Kampvuur van Wilhelmus Vlug (oktober 2019)
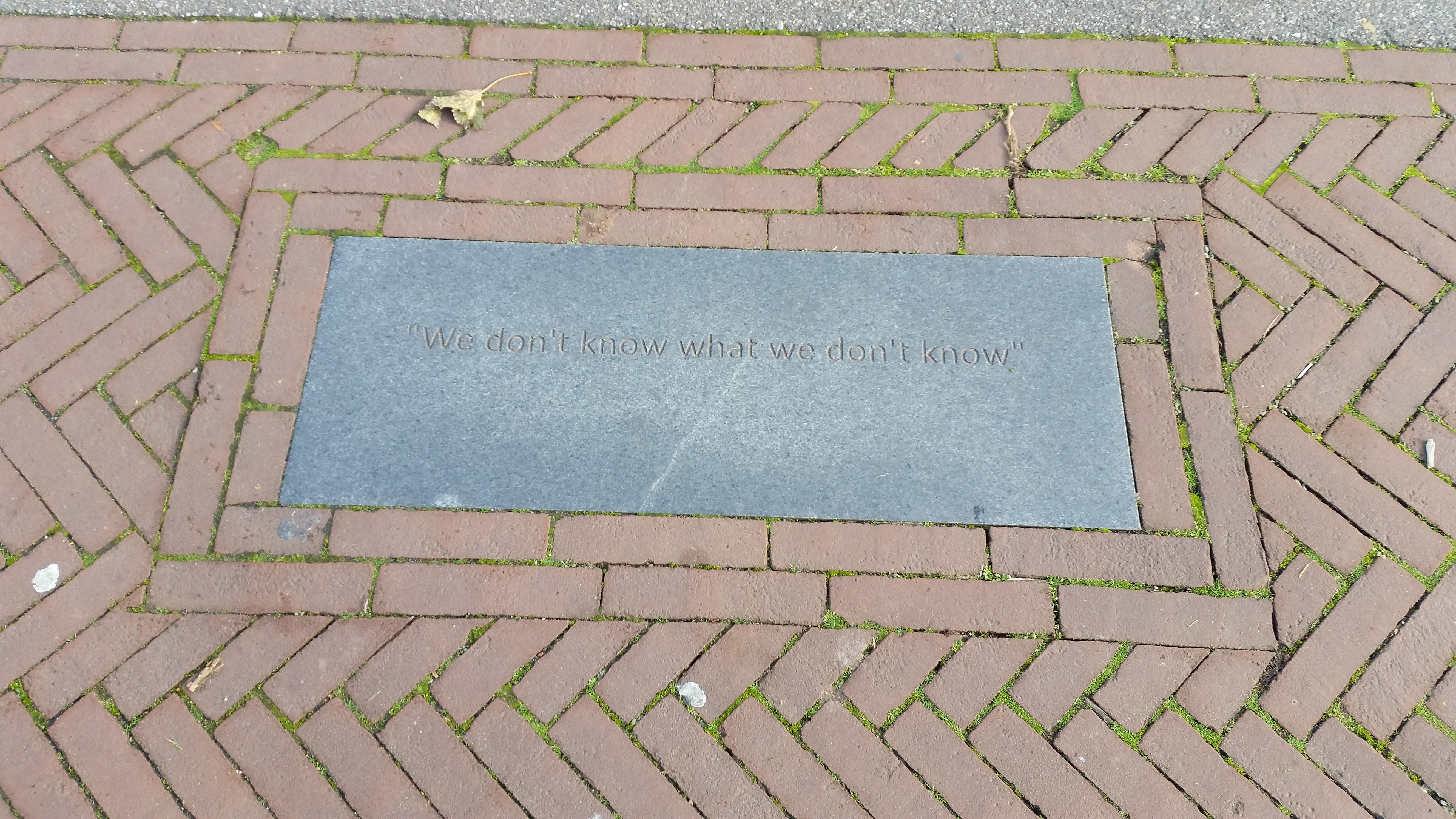
Stoeptegel met tekst (oktober 2019)
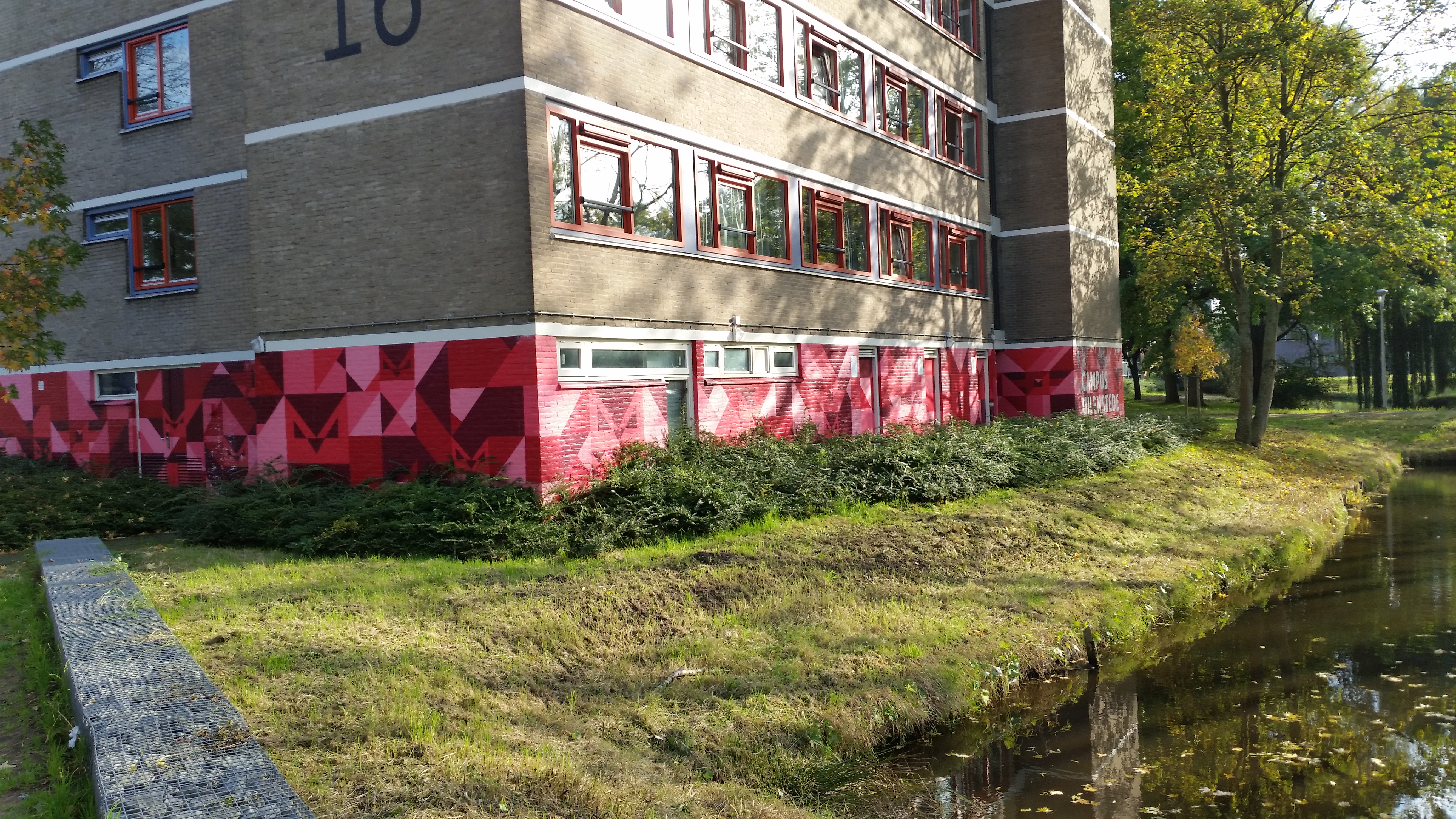
Muurschildering (oktober 2019)
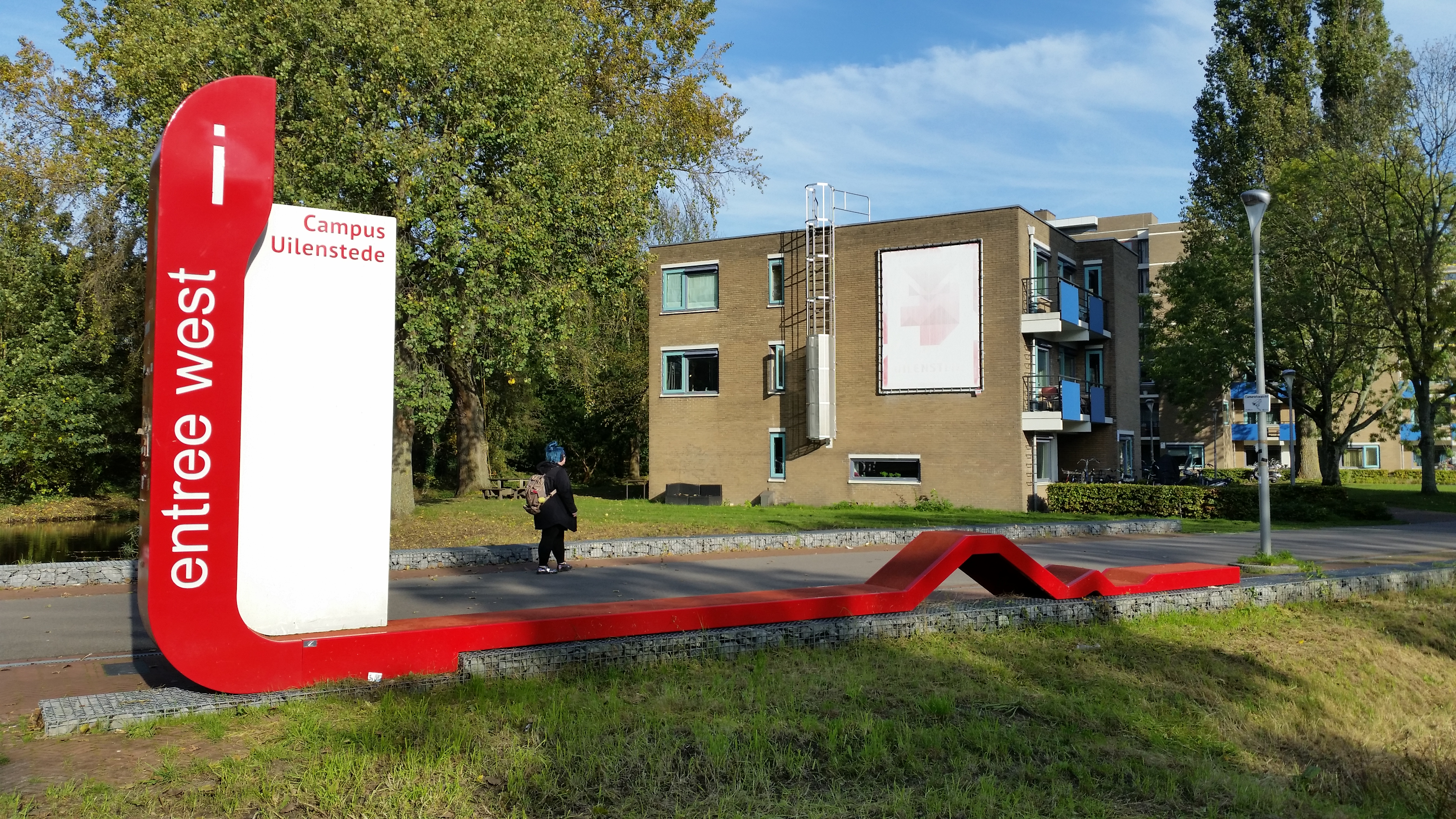
Object van Baljon (oktober 2019)